# Amp Futbol Cup 2019
Amp Futbol Cup 2019 – ósma edycja międzynarodowego ampfutbolowego turnieju piłkarskiego, która odbyła się w Warszawie 7 i 8 września 2019. Turniej wygrała, po raz pierwszy w historii, reprezentacji Polski, która pokonała w finale Rosję 3:2 (2:0).
Najlepszym bramkarzem turnieju uznano Łukasza Miśkiewicza, królami strzelców zostali ex eaquo zdobywcy 6 bramek Bartosz Łastowski i Krystian Kapłon, nagrodę specjalną Burmistrza Dzielnicy Bemowo dla najlepszego reprezentanta Polski przyznano Jakubowi Kożuchowi, zaś tytuł MVP – Krystianowi Kapłonowi. Nagroda fair play trafiła do reprezentacji Azerbejdżanu.
Organizatorem zawodów było stowarzyszenie Amp Futbol Polska. Turniej został dofinansowany ze środków Miasta Stołecznego Warszawa, Samorządu Województwa Mazowieckiego i Ministerstwa Sportu i Turystyki. Patronatem honorowym wydarzenie objął Burmistrz Dzielnicy Bemowo, zaś partnerami byli: Dzielnica Bemowo, Ośrodek Sportu i Rekreacji m.st. Warszawy w Dzielnicy Bemowo, Comunicativo PR, Agencja Ochrony Protego Security oraz BE A STAR Football Academy Wilczki im. Rotmistrza Witolda Pileckiego.

## Miejsce rozgrywek
| miejsce                                                           | adres                   | miasto   |
| ----------------------------------------------------------------- | ----------------------- | -------- |
| Bemowski Ośrodek Piłki Nożnej (Ośrodek Sportu i Rekreacji Bemowo) | ul. Obrońców Tobruku 11 | Warszawa |

## Program
Program turnieju:
sobota, 7 września 2019:
- 09:00 – trening Akademii Amp Futbol
- 10:00 – oficjalne rozpoczęcie turnieju
- 10:30 – Włochy – Azerbejdżan
- 12:15 – Polska – Francja
- 14:30 – Rosja – Włochy
- 16:00 – Polska – Gruzja
- 18:00 – Azerbejdżan – Rosja
- 19:30 – Gruzja – Francja

niedziela, 8 września 2019:
- 10:00 – półfinał 1
- 11:30 – półfinał 2
- 13:00 – mecz o 5. miejsce
- 14:30 – mecz o 3. miejsce
- 16:00 – mecz gwiazd
- 17:00 – finał i wręczenie pucharów

## Uczestnicy

### Drużyny uczestniczące
| Drużyna     | Liczba występów w Amp Futbol Cup             | Najlepszy wynik w Amp Futbol Cup |
| Polska      | 7 (2012, 2013, 2014, 2015, 2016, 2017, 2018) | 2. miejsce (2015, 2016, 2017)    |
| Azerbejdżan | debiutant                                    | debiutant                        |
| Francja     | 3 (2015, 2016, 2017)                         | 5. miejsce (2015, 2017)          |
| Gruzja      | debiutant                                    | debiutant                        |
| Rosja       | 2 (2016, 2018)                               | 1. miejsce (2016)                |
| Włochy      | 4 (2014, 2015, 2016, 2018)                   | 4. miejsce (2015)                |

Pierwotnie w turnieju brać udział miała również reprezentacja Brazylii, ostatecznie zastąpiła ją drużyna z Azerbejdżanu.

### Składy

#### Azerbejdżan
Rasim Ələkbarov, Çingiz Mammadov, Əkram Teymurov, Yasin Ismayılov, İlkin Ziyadov, İkram Rahimov, Rauf Quliyev, Eşqin Hüseynov, Pünhan Quliyev, Qurban Əliyev, Anar Məmmədov, Rafiq Əliyev

#### Polska
Łukasz Miśkiewicz, Przemysław Nadobny, Kamil Rosiek, Przemysław Świercz, Krzysztof Wrona, Mateusz Ślusarczyk, Krystian Kapłon, Bartosz Łastowski, Przemysław Fajtanowski, Adrian Stanecki, Kamil Grygiel, Jakub Kożuch, Tomasz Miś

#### Włochy
Pierre Gardino, Daniel Priami, Alessandro Cenicola, Francesco Messori, Emanuele Padoan, Vincenzo De Fazio, Carlo Avelli, Ivan Martucci, Marcello Cirisano, David Bonaventuri, Marco Buonocore, Daniele Piana, Lorenzo Marcantognini

### Przewidywania bukmacherów przed rozpoczęciem turnieju
Partner reprezentacji Polski, forBET następująco oceniał szansę poszczególnych zawodników na zwycięstwo w turnieju (stan z 5 września 2019, stawki są podane w systemie dziesiętnym):
| Szanse na zwycięstwo w turnieju                                                                          | Szanse na zwycięstwo w grupie A                   | Szanse na zwycięstwo w grupie B                      |
| --- | ------------------------------------------------- | ---------------------------------------------------- |
| - Rosja – 1,90 - Polska – 2,25 - Francja – 5,00 - Włochy – 20,00 - Gruzja – 50,00 - Azerbejdżan – 150,00 | - Polska – 1,55 - Francja – 2,30 - Gruzja – 25,00 | - Rosja – 1,15 - Włochy – 4,50 - Azerbejdżan – 35,00 |

## Sędziowie
Turniej sędziowali polscy arbitrzy: Paweł Susek, Piotr Jędrzejak, Artur Powroźnik, Grzegorz Młynek, Waldemar Mazgaj, Krzysztof Kozłowski-Kucharski.

## Mecze

### Faza grupowa

#### Grupa A
| 7 września 2019 12:15 | Polska · Krystian Kapłon 5', 21' (k) · Kamil Grygiel 24', 32' · Tomasz Miś 38' | 5:0(3:0) | Francja | BOPN, ul. Obrońców Tobruku 11, Warszawa |
|                       |                                                                                |          |         |                                         |

| 7 września 2019 16:00 | Polska · Bartosz Łastowski 20', 25+1', 38' · Krystian Kapłon 21', 33', 36' · Krzysztof Wrona 18' | 7:0(4:0) | Gruzja | BOPN, ul. Obrońców Tobruku 11, Warszawa |
|                       |                                                                                                  |          |        |                                         |

| 7 września 2019 19:30 | Gruzja | 0:0 | Francja | BOPN, ul. Obrońców Tobruku 11, Warszawa |
|                       |        |     |         |                                         |

| Zespół  | Pkt | M | W | R | P | Br+ | Br− | +/− |
| ------- | --- | - | - | - | - | --- | --- | --- |
| Polska  | 6   | 2 | 2 | 0 | 0 | 12  | 0   | +12 |
| Francja | 1   | 2 | 0 | 1 | 1 | 0   | 5   | -5  |
| Gruzja  | 1   | 2 | 0 | 1 | 1 | 0   | 7   | -7  |

#### Grupa B
| 7 września 2019 10:30 | Włochy · Emanuele Padoan · Ivan Martucci · Vincenzo De Fazio · Daniele Piana · Carlo Avelli · Francesco Messori · Marcello Cirisano | 8:0 | Azerbejdżan | BOPN, ul. Obrońców Tobruku 11, Warszawa |
|                       | |     |             |                                         |

| 7 września 2019 14:30 | Rosja · Sulambek Mutajew 6', 10', 34' · Igor Gamaonow 32' · Jurij Płochik 50+1' | 5:0(2:0) | Włochy | BOPN, ul. Obrońców Tobruku 11, Warszawa |
|                       |                                                                                 |          |        |                                         |

| 7 września 2019 18:00 | Azerbejdżan · Qurban Əliyev 25', 33' · Çingiz Mammadov 44' | 3:6(1:3) | Rosja · 12' Adam Meżjew · 15', 32', 35' Rusłan Zamachow · 24' (k), 39' Magomed Abujew | BOPN, ul. Obrońców Tobruku 11, Warszawa |
|                       |                                                            |          |                                                                                       |                                         |

| Zespół      | Pkt | M | W | R | P | Br+ | Br− | +/− |
| ----------- | --- | - | - | - | - | --- | --- | --- |
| Rosja       | 6   | 2 | 2 | 0 | 0 | 11  | 3   | +8  |
| Włochy      | 3   | 2 | 1 | 0 | 1 | 8   | 5   | +3  |
| Azerbejdżan | 0   | 2 | 0 | 0 | 2 | 3   | 14  | -11 |

### Faza finałowa

#### Drabinka
|  | Półfinały | Półfinały | Półfinały |  |  | Finał      | Finał      | Finał      |
|  |           |           |           |  |  |            |            |            |
|  | B1        | Rosja     | 5         |  |  |            |            |            |
|  | A2        | Francja   | 0         |  |  |            |            |            |
|  |           |           |           |  |  | B1         | Rosja      | 2          |
|  |           |           |           |  |  | A1         | Polska     | 3          |
|  | A1        | Polska    | 3         |  |  |            |            |            |
|  | B2        | Włochy    | 0         |  |  | Mały finał | Mały finał | Mały finał |
|  |           |           |           |  |  |            |            |            |
|  |           |           |           |  |  | A2         | Francja    | 1(6)       |
|  |           |           |           |  |  | B2         | Włochy     | 1(5)       |

### Półfinały
| 8 września 2019 10:00 | Polska · Bartosz Łastowski 10', 14' · Kamil Grygiel 30' | 3:0(2:0) | Włochy | BOPN, ul. Obrońców Tobruku 11, Warszawa |
|                       |                                                         |          |        |                                         |

| 8 września 2019 11:30 | Rosja · Adam Meżjew 7' · Sulambek Mutajew 17' · Rusłan Zamachow 19', 25+1' · Magomed Abujew 35' | 5:0(4:0) | Francja | BOPN, ul. Obrońców Tobruku 11, Warszawa |
|                       |                                                                                                 |          |         |                                         |

### Mecz o piąte miejsce
| 8 września 2019 13:00                         | Gruzja | 0:0 k. 4:2                                                      | Azerbejdżan | BOPN, ul. Obrońców Tobruku 11, Warszawa |
|                                               |        |                                                                 |             |                                         |
|                                               |        | Rzuty karne                                                     |             |                                         |
| Karny–gol · Karny–gol · Karny–gol · Karny–gol |        | Rauf Quliyev · Əkram Teymurov · Çingiz Mammadov · Qurban Əliyev |             |                                         |

### Mecz o trzecie miejsce
| 8 września 2019 14:30 | Włochy · Emanuele Padoan 2' | 1:1 k. 5:6(1:0) | Francja · 44' Driss Mlahfi | BOPN, ul. Obrońców Tobruku 11, Warszawa |
| |                             | |                            |                                         |
| |                             | Rzuty karne |                            |                                         |
| Vincenzo De Fabio · Emanuele Padoan · David Bonaventuri · Ivan Martucci · Francesco Messori · Vincenzo De Fabio · Francesco Messori |                             | Jérôme Raffetto · Sébastien Labailly · Marian Sacacol · Nabil Labhilil · Jean-Louis Michaud · Nabil Labhilil · Jérôme Raffetto |                            |                                         |

### Finał
| 8 września 2019 17:00 | Polska · Bartosz Łastowski 22' · Kamil Grygiel 25' · Krystian Kapłon 29' | 3:2(2:0) | Rosja · 42' Igor Gamaonow · 47' Sulambek Mutajew | BOPN, ul. Obrońców Tobruku 11, Warszawa |
|                       |                                                                          |          |                                                  |                                         |

## Klasyfikacja końcowa
| Miejsce                        | Reprezentacja | Punkty | Mecze | Zwycięstwa | Remisy | Porażki | Br+ | Br- | +/− |
| ------------------------------ | ------------- | ------ | ----- | ---------- | ------ | ------- | --- | --- | --- |
| złoto                          | Polska        | 12     | 4     | 4          | 0      | 0       | 18  | 2   | +16 |
| srebro                         | Rosja         | 9      | 4     | 3          | 0      | 1       | 18  | 6   | +12 |
| Wyeliminowane w półfinale      |               |        |       |            |        |         |     |     |     |
| brąz                           | Francja       | 2      | 4     | 0          | 2      | 2       | 1   | 11  | -10 |
| 4.                             | Włochy        | 4      | 4     | 1          | 1      | 2       | 9   | 9   | 0   |
| Wyeliminowane w fazie grupowej |               |        |       |            |        |         |     |     |     |
| 5.                             | Gruzja        | 2      | 3     | 0          | 2      | 1       | 0   | 7   | -7  |
| 6.                             | Azerbejdżan   | 1      | 3     | 0          | 1      | 2       | 3   | 14  | -11 |

## Strzelcy
Uwaga: Lista nie obejmuje goli strzelonych w seriach rzutów karnych.

### 6 bramek
- Krystian Kapłon
- Bartosz Łastowski

### 5 bramek
- Sulambek Mutajew
- Rusłan Zamachow

### 4 bramki
- Kamil Grygiel

### 3 bramki
- Magomed Abujew
- Emanuele Padoan

### 2 bramki
- Qurban Əliyev
- Igor Gamaonow
- Adam Meżjew

### 1 bramka
- Çingiz Mammadov
- Driss Mlahfi
- Tomasz Miś
- Krzysztof Wrona
- Jurij Płochik
- Carlo Avelli
- Marcello Cirisano
- Vincenzo De Fazio
- Ivan Martucci
- Francesco Messori
- Daniele Piana

## Transmisje
Transmisje z turnieju były dostępne w serwisie sport.tvp.pl, aplikacji mobilnej TVP Stream oraz na fanpage stowarzyszenia Amp Futbol Polska w serwisie Facebook. Po raz pierwszy w historii polskiej telewizji spotkanie ampfutbolowe było także transmitowane w kanale otwartym (spotkanie grupy A Polska – Francja transmitowano w TVP Sport, komentowali je Maciej Iwański i Artur Kurzawa, kierownik reprezentacji).

## Odbiór imprezy
Wśród kibiców obecnym na turnieju byli m.in. ambasadorzy reprezentacji ampfutbolowej, zawodnicy piłkarskiej reprezentacji Polski: Robert Lewandowski, Kamil Grosicki i Łukasz Fabiański. Ponadto w przerwie pomiędzy meczem o 3. miejsce a finałem rozegrano pokazowy mecz, w którym zmierzyli się dziennikarze oraz sympatycy amp futbolu - na boisku pojawili się m.in. prezes Amp Futbol Polska Mateusz Widłak, dziennikarze Łukasz Jurkowski, Cezary Olbrycht, Mikołaj Kruk, Adam Gilarski, były bramkarz reprezentacji w amp futbolu Marek Zadębski czy byli reprezentanci w piłce nożnej Tomasz Kłos, Marek Citko, Dariusz Szubert i Jerzy Podbrożny (dziennikarze wygrali 4:2).
Gratulacje polskiej reprezentacji za pośrednictwem serwisu Twitter złożył m.in. Prezydent RP Andrzej Duda.